# Terrace House: Boys × Girls Next Door
Terrace House: Boys × Girls Next Door (Japonais: テラスハウス ボーイズ ガールズ ネクストドア) est une série télévisée de téléréalité japonaise et la première saison de la franchise Terrace House. 
Elle a été diffusée sur le segment Cool TV de Fuji Television du 12 octobre 2012 au 29 septembre 2014 pendant huit saisons, après quoi le film de 2015, Closing Door, a été diffusé à la fin de la série. L'émission a eu lieu dans deux maisons modernistes avec terrasses situées dans la région de Shōnan au Japon; les participants sont passés de la première maison à la deuxième à partir de la saison 5 d'octobre 2013. Ce programme est actuellement inédit en France.

## Participants
| No. | Nom               | Nom                  | Nom                    | Profession                         | Date de naissance | Apparition  | Apparition |
| No. | Romaji            | Japonais             | Surnom(s)              | Profession                         | Date de naissance | Eps         | #          |
| --- | ----------------- | -------------------- | ---------------------- | ---------------------------------- | ----------------- | ----------- | ---------- |
| 01  | Tetsuya Sugaya    | 菅谷哲也             | Tecchan, Tetsu         | aspirant pompier                   | 28 juillet 1993   | 1–98        | 98         |
| 2   | Seina Shimabukuro | 島袋聖南             | Seinasan               | modèle                             | 4 avril 1987      | 1–29, 65–98 | 2          |
| 3   | Rie Kitahara      | 北原里英             | Ricchan                | Idole japonaise (membre des AKB48) | 24 juin 1991      | 1–12        | 12         |
| 4   | Masato Yukawa     | 湯川正人             | Makun                  | surfer pro                         | 10 janvier 1992   | 1–12        | 12         |
| 5   | Shota Nakatsugawa | 中津川翔太           | Shokun                 | etudiant                           | 18 novembre 1987  | 1–15        | 15         |
| 6   | Momoko Takeuchi   | 竹内桃子             | Momochan, Chanmomo     | aspirant auteur                    | 14 juin 1991      | 1–25        | 25         |
| 7   | Hana Imai         | 今井華               | Hanachan               | gyaru modèle                       | 12 novembre 1992  | 14–38       | 24         |
| 8   | Dyki Miyagi       | 宮城大樹             | Dykikun                | kickboxer                          | 23 janvier 1990   | 16–61       | 45         |
| 9   | Tetsuya Iwanaga   | 岩永徹也             | Oji                    | pharmacien                         | 16 octobre 1986   | 19–38       | 19         |
| 10  | Aya Kondou        | 近藤あや             | Ayachan                | étudiante                          | 10 novembre 1991  | 27–38       | 11         |
| 11  | Miwako Kakei      | 筧美和子             | Miko, Michan, Miwachan | gravure idol                       | 6 mars 1994       | 29–61       | 32         |
| 12  | Midori Takechi    | 武智ミドリ           | Mi                     | freeter                            | 20 août 1992      | 39–50       | 11         |
| 13  | Rina Sumioka      | 住岡梨奈             | Rinati                 | musicienne                         | 15 février 1990   | 39–65       | 26         |
| 14  | Yosuke Imai       | 今井洋介             | Yosan                  | photographe                        | 29 octobre 1984   | 39–74       | 35         |
| 15  | Mai Nagatani      | 永谷真絵             | Maimai, Chay           | musicienne                         | 23 octobre 1990   | 51–74       | 23         |
| 16  | Chie Onuki        | 小貫智恵             | Chichan                | étudiante                          | 4 juillet 1990    | 63–74       | 11         |
| 17  | Ippei Shima       | 島一平               | Ippeichan              | comedien                           | 18 juillet 1984   | 63–87       | 24         |
| 18  | Frances Cihi      | フランセス・スィーヒ | Frankie                | peintre                            | 27 mai 1988       | 75–87       | 12         |
| 19  | Ryoko Hirasawa    | 平澤遼子             | Ryochan                | employée de bureau                 | 25 septembre 1989 | 75–98       | 23         |
| 20  | Kenya Yasuda      | 保田賢也             | Kenken                 | joueur de water polo               | 29 mars 1989      | 75–98       | 23         |
| 21  | Michiko Yamanaka  | 山中美智子           | Michan                 | designer                           | 29 novembre 1985  | 87–98       | 11         |
| 22  | Daiki Ito         | 伊東大輝             | Daiki                  | windsurfer                         | 19 janvier 1994   | 88–98       | 10         |